# Maria Petrus Josephus Franciscus Petit
Jhr. mr. Maria Petrus Josephus Franciscus Petit (Roermond, 2 augustus 1777 - aldaar, 14 februari 1849) was een Nederlands politicus.

## Biografie
Petit was een lid van de familie Petit en een zoon van jhr. mr. Petrus Philippus Patricius Josephus Petit ([1748]-1827), advocaat, en Maria Allegonda Pollart (1750-1814). Petit werd in 1821 lid van de Provinciale Staten van Limburg voor de steden, voor Roermond; hij bleef dat tot 1831 en werd dat opnieuw in 1841. Van 1841 tot 1844 was hij lid van de Tweede Kamer voor de provincie Limburg maar hij voerde er nooit het woord. In 1842 werd hij burgemeester van Roermond wat hij tot zijn overlijden zou blijven. Hij bleef ongehuwd.
Zijn naam werd ook wel geschreven als: Pierre Marie Joseph François Petit.
- Biografisch Portaal: 01168804
- International Standard Name Identifier: 0000 0003 9455 1956
- Nederlandse Thesaurus van Auteursnamen: 285524224
- Parlement.com: vg09llqy20xa
- Virtual International Authority File: 289069336
- WorldCat: E39PBJjRWtd4yvTx7ByJkTcdcP